# Вуйновичі
45°22′ пн. ш. 15°04′ сх. д. / 45.37° пн. ш. 15.06° сх. д.
Вуйновичі (хорв. Vujnovići) — населений пункт у Хорватії, у Приморсько-Горанській жупанії у складі міста Врбовсько.

## Населення
Населення за даними перепису 2011 року становило 41 осіб.
Динаміка чисельності населення поселення:

## Клімат
Середня річна температура становить 8,49 °C, середня максимальна – 21,62 °C, а середня мінімальна – -5,98 °C. Середня річна кількість опадів – 1468 мм.
| Клімат поселення                              | Клімат поселення | Клімат поселення | Клімат поселення | Клімат поселення | Клімат поселення | Клімат поселення | Клімат поселення | Клімат поселення | Клімат поселення | Клімат поселення | Клімат поселення | Клімат поселення | Клімат поселення |
| Показник                                      | Січ.             | Лют.             | Бер.             | Квіт.            | Трав.            | Черв.            | Лип.             | Серп.            | Вер.             | Жовт.            | Лист.            | Груд.            |                  |
| Середній максимум, °C                         | 5,77             | 6,60             | 9,45             | 13,28            | 18,32            | 21,59            | 21,62            | 21,08            | 17,32            | 13,11            | 7,85             | 4,69             |                  |
| Середня температура, °C                       | −0,1             | 0,74             | 3,58             | 7,41             | 12,45            | 15,72            | 17,70            | 17,15            | 13,40            | 9,19             | 3,93             | 0,77             |                  |
| Середній мінімум, °C                          | −5,98            | −5,14            | −2,29            | 1,53             | 6,57             | 9,84             | 13,76            | 13,22            | 9,45             | 5,25             | 0,00             | −3,16            |                  |
| Норма опадів, мм                              | 86               | 91               | 105              | 128              | 116              | 133              | 103              | 114              | 137              | 161              | 166              | 128              |                  |
| Середньомісячна швидкість вітру, м/с          | 2.06             | 2.24             | 2.48             | 2.39             | 2.24             | 2.06             | 2.00             | 1.96             | 1.94             | 2.06             | 2.25             | 2.25             |                  |
| Середньомісячна сонячна радіація, кДж/м²·день | 4267             | 7028             | 10335            | 14613            | 18676            | 20228            | 21645            | 18442            | 13523            | 8797             | 4651             | 3552             |                  |
| --------------------------------------------- | ---------------- | ---------------- | ---------------- | ---------------- | ---------------- | ---------------- | ---------------- | ---------------- | ---------------- | ---------------- | ---------------- | ---------------- | ---------------- |
| Джерело:                                      |                  |                  |                  |                  |                  |                  |                  |                  |                  |                  |                  |                  |                  |